# Vișina Nouă
Vișina Nouă est une commune roumaine située dans le județ d'Olt.